# アミラン・トチカシビリ
アミラン・トチカシビリ（ Amiran Totikashvili 1969年7月21日-) は、旧ソ連のグルジア出身の柔道選手。現役時代は60kg級の選手。身長160cm。

## 人物
1988年ソウルオリンピックでは3位となった。その後、地元で開催された世界学生では優勝を飾った。1989年の世界選手権準決勝では、韓国の尹鉉に内股を仕掛けるが横車で切り返されて一旦は敗れたものの、その後、内股がきまったものと判断されて勝利を得ると、決勝では越野忠則を谷落の有効で破って優勝を果たした。その後、階級を65kg級に上げるが、1992年バルセロナオリンピックには出場できなかった。

## 主な戦績
60kg級での戦績
- 1988年 - ヨーロッパ選手権　優勝
- 1988年 - ソウルオリンピック　3位
- 1988年 - 世界学生　優勝
- 1989年 - ヨーロッパ選手権　優勝
- 1989年 - 世界選手権　優勝
- 1990年 - フランス国際　優勝
- 1990年 - ヨーロッパ選手権　3位
- 1990年 - グッドウィルゲームズ　優勝

65kg級での戦績
- 1992年 - ポーランド国際　優勝
- 1996年 - ハンガリー国際　2位
- 1996年 - ヨーロッパ選手権　3位